# Srok Phnum Proek
Srok Phnum Proek är ett distrikt i Kambodja.   Det ligger i provinsen Battambang, i den västra delen av landet, 300 km nordväst om huvudstaden Phnom Penh.